# Lucija Polavder
Lucija Polavder (n. 15 decembrie 1984, Celje, Comuna urbană Celje, Slovenia) este o sportivă ce a reprezentat Slovenia, medaliată olimpică. A participat la 3 ediții ale Jocurilor Olimpice (2004, 2008, 2012) în care a câștigat o medalie de bronz.